# Essigella alyeska
Essigella alyeska är en insektsart som beskrevs av Thorwald Julius Sørensen 1988. Essigella alyeska ingår i släktet Essigella och familjen långrörsbladlöss. Inga underarter finns listade i Catalogue of Life.